# NGC 3494
NGC 3494 é uma estrela dupla na direção da constelação de Leo. O objeto foi descoberto pelo astrônomo Wilhelm Tempel em 1882, usando um telescópio refrator com abertura de 11 polegadas. 